# Jamie Campbell Bower
James Metcalfe Campbell Bower (Londres, 22 de Novembro de 1988) é um ator, músico e modelo britânico, mais conhecido por seu papel de Vecna/001/Henry Creel na série da Netflix Stranger Things e também, Anthony Hope no filme Sweeney Todd: The Demon Barber of Fleet Street, de Tim Burton. Entre outros papéis de destaque estão: o vampiro Caius Volturi em Lua Nova e Amanhecer (filme), Gerardo Grindelwald no filme Harry Potter and the Deathly Hallows e Jace Herondale em The Mortal Instruments: City of Bones. Na trajetória musical, foi vocalista e guitarrista das bandas The Darling Buds e Counterfeit, mas atualmente desenvolve sua carreira solo.

## Biografia
Jamie Campbell Bower, nasceu em Londres. Estudou na Bedales School e é antigo membro do National Youth Music Theatre. Jamie é internacionalmente conhecido por sua carreira nos cinemas. Entre os principais papéis interpretados por Jamie, é possível citar: Rocker, no filme Rock'n'Rolla. Atuou como Caius Volturi em Lua Nova, Amanhecer Parte 1 e Amanhecer Parte 2 sequências da série de filmes Crepúsculo. Outro papel famoso de sua carreira é a versão jovem de Gerardo Grindelwald no filme Harry Potter and the Deathly Hallows. Foi o protagonista do filme Os Instrumentos Mortais: Cidade dos Ossos, baseado no primeiro volume da série de livros de Cassandra Claire, interpretando Jace Wayland, ao lado da atriz Lily Collins, de quem foi namorado na época das gravações do filme e separaram-se em 2012, após um noivado que durou um ano. Além disso, interpretou o dramaturgo Christopher Marlowe em Will, série de TV produzida pelo canal TNT e atuou com Johnny Depp no filme Sweeney Todd. Em 2021, em entrevista à revista britânica NME, Jamie anuncia sua participação na quarta temporada da série Stranger Things, lançada no ano seguinte. Por sua brilhante interpretação do vilão Vecna, Jamie foi convidado para participar de um Meet and Greet com os fãs da série na cidade de São Paulo, em julho de 2022.
Além de ator, Jamie também é cantor e guitarrista. Em sua trajetória com a música, foi o cantor principal da banda "The Darling Buds" no começo da década de 2010 e que, de 2015 a 2019, passou a ser a banda Counterfeit, sendo seu irmão mais novo, Sam Bower, um dos integrantes da banda. Em março de 2017, Counterfeit lançou o primeiro álbum intitulado Together We Are Stronger. Em janeiro de 2021, Jamie anunciou em entrevista à NME que a banda Counterfeit encerrou suas atividades e agora ele investirá em sua carreira solo.
Curiosidade: Existem duas versões sobre como ele começou sua carreira como ator profissional. A primeira diz que sua mãe o apresentou ao agente Simon Beresford e a outra foi que sua mãe o apresentou a atriz Laura Michelle Kelly, que o recomendou ao agente. Apesar da versão mais divulgada ser aquela que envolve Laura, Jamie confirmou em uma entrevista para a Es Magazine a primeira versão. 

## Filmografia

### Cinema
| Ano  | Título                                                | Papel                     | Notas          |
| ---- | ----------------------------------------------------- | ------------------------- | -------------- |
| 2007 | Sweeney Todd: The Demon Barber of Fleet Street        | Anthony                   |                |
| 2008 | Oorlogswinter                                         | Jack                      |                |
| 2008 | RocknRolla                                            | Rocker                    |                |
| 2009 | The Twilight Saga: New Moon                           | Caius                     |                |
| 2010 | Harry Potter and the Deathly Hallows – Part 1         | Gellert Grindelwald jovem |                |
| 2010 | London Boulevard                                      | Rapaz branco              |                |
| 2011 | Anonymous                                             | Conde de Oxford jovem     |                |
| 2011 | The Twilight Saga: Breaking Dawn – Part 1             | Caius                     |                |
| 2012 | The Twilight Saga: Breaking Dawn – Part 2             | Caius                     |                |
| 2013 | The Mortal Instruments: City of Bones                 | Jace                      |                |
| 2015 | Thomas & Friends: Sodor's Legend of the Lost Treasure | Skiff                     |                |
| 2016 | Caer                                                  | Garoto                    | Curta-metragem |
| 2017 | Thomas & Friends: Extraordinary Engines               | Skiff                     |                |
| 2017 | Thomas & Friends: Team Up with Thomas                 | Skiff                     |                |
| 2018 | Fantastic Beasts: The Crimes of Grindelwald           | Grindelwald jovem         |                |
| 2019 | Six Days of Sistine                                   | Jean-Baptiste             |                |

### Televisão
| Ano             | Título           | Papel                    | Notas                                         |
| --------------- | ---------------- | ------------------------ | --------------------------------------------- |
| 2007            | The Dinner Party | Douglas                  | Filme de TV                                   |
| 2009            | The Prisoner     | 11-12                    | 6 episódios                                   |
| 2011            | Camelot          | Rei Artur                | 10 episódios                                  |
| 2016-2020       | Thomas & Friends | Skiff                    | 6 episódios                                   |
| 2017            | Will             | Christopher Marlowe      | 10 episódios                                  |
| 2019            | Urban Myths      | Mick Jagger              | Episódio: "Mick Jagger and Princess Margaret" |
| 2022 - presente | Stranger Things  | Henry Creel / Um / Vecna | 9 episódios                                   |